# Cantó d'Eissalabra

El cantó d'Eissalabra a l'Aude

El cantó d'Eissalabra és un cantó francès del departament de l'Aude, a la regió d'Occitània. Està inclòs al districte de Limós, té 15 municipis i el cap cantonal és Eissalabra.

## Municipi
- Caudavalh
- Eissalabra
- Corbièras
- Cortaulin
- Guèitas e La Bastida
- Montjardin
- Pèirafita de Rasés
- Puègverd
- Rivèlh
- Sant Benaset
- Santa Colomba d'Ers
- Sant Joan de Paracòl
- Sonac
- Tresièr
- Vilafòrt